# Рассолино
Рассолино — деревня в Пермском районе Пермского края. Входит в состав Кукуштанского сельского поселения.

## География
Расположена примерно в 37 км к северо-востоку от административного центра поселения — посёлка Кукуштан и в 54 км к юго-востоку от центра Перми.

## Население
| 2010 |
| ---- |
| 23   |

## Топографические карты
- Лист карты O-40-78 Серга. Масштаб: 1 : 100 000. Состояние местности на 1983 год. Издание 1984 г.